# 温州基督教新教
基督教新教在19世纪由内地会和循道公会的英国传教士传入。
1867年11月，中国内地会来华后的第二年，派遣独脚教士曹雅直首先进入温州虽然遭受不少敌视，然而温州地区却成为内地会在中国最兴旺的地区。内地会于1877年建成温州第一座基督教堂花园巷堂，存留至今。
1877年，英国偕我会（United Methodist Free Church，1911年改名圣道公会，1934年再改名循道公会）派遣李华庆牧师进入温州。1881年冬，偕我会派遣年仅20岁的苏慧廉（W·E·Sootill，1861年—1935年）到温州，他在语言方面很有天赋，学习温州方言仅半年，即能用温州话登台讲道，以温州方言翻译《新约圣经》，并且根据温州方言的发音规律，创编了曾盛行一时的瓯音拼音文字。乡村妇孺学习一、二个月，即可用以通信。苏慧廉在温州地区传教26年，先后发展教徒万余人，建立9个联区，270余处分堂。其中规模最大的一座是1898年他主持重建的温州城西堂，至今保存完好。苏慧廉还创制了没有7、4两个不易唱的音名，只有1、2、3、5、6五个音名的中调、长调、短调、八七调、七调等五支曲调，有的至今尚为信徒所传唱。苏慧廉还在温州创办了最早的西式教育和医疗事业，其中著名的有艺文中学（1897年—1925年）和白累德医院（1906年—1953年，温州市第二人民医院前身）。温州教区是循道公会在华传教最成功的2个地区之一（另一个是以云南昭通为中心的西南教区，信徒大部分是苗族）。
第三个传入温州的西方差会是基督复临安息日会。1924年建成朔门头梳脑总堂，并在蒲鞋市北首开办三育研究社（中学，旧址现为温州市委党校）。
1928年，一批平阳县传道人参加倪柝声在上海哈同路文德里召聚的得胜聚会后，脱离原有宗派，回乡建立地方教会。此后，温州地区，尤其是南部苍南、平阳一带，陆续成立了数百处地方教会，成为地方教会在中国最兴旺的地区。1950年代中国大陆7万聚会处信徒中，浙江省近4万，温州又占浙江省的一半。
在温州还有中华基督教自立会和中国耶稣教自立会。耶稣教自立会的温属总会、平阳、闽北两个教区的信徒和教堂数目约占全国近一半。
1919年左右，温州的信徒人数和密度已居于在浙江省各地区的首位，超过了宣教时间更早的宁波和杭州地区。
到1949年以前，温州地区已经有7万多新教信徒，占全中国的1/10。
1951年，温州基督教各宗派堂点及信徒人数的统计：
- 循道公会：信徒人数24299，堂点数244处；
- 内地会：信徒人数21665，堂点数134处；
- 基督徒聚会处：信徒人数19750，堂点数111个；
- 中国耶稣教自立会：信徒人数14665，堂点数139个；
- 中华基督教自立会：信徒人数11491，堂点数121个；
- 基督教复临安息日会：信徒人数3440，堂点数68个。

1950年，在温州的西方传教士被遣送回国。不过，由于温州地区的两大西差会，内地会和循道公会，都致力于帮助当地教会自立，中国传道人的比例较高。而地方教会和自立会，更是完全由中国传道人负责。因而所受影响较小。
1950年代，三自运动开始后，温州地区开始出现家庭教会与三自教会的对峙。1958年12月，在大跃进运动中，温州基督教实行联合礼拜，先将6个教派集中在总堂，随后又将六个教派均集中在城西堂。同年，平阳县成为全国消灭宗教试点县，被称为无宗教区。
文革运动中，温州地区家庭教会的聚会从未停止，自70年代起信徒人数甚至仍有增长。
今天，基督教在温州仍然非常活跃，信徒占总人口的比例是15％，也就是100多万（官方数字）。教堂与聚会场所相当密集，城乡各处十字架随处可见。很多村庄都不止一间教堂，因此温州也常被称为“中国的耶路撒冷”。市区著名的基督教堂有：城西堂（城西街73号）、花园巷堂、吴桥堂、警世堂、将军桥教堂等。